# ترانووا
ترانووا (به انگلیسی: Terra Nova) یا سرزمین نو، یک مجموعه تلویزیونی خانوادگی، ماجرایی و علمی-تخیلی است که از سپتامبر تا دسامبر ۲۰۱۱ از شبکه فاکس آمریکا پخش شد. این سریال داستان خانواده شانون را که ۸۵ میلیون سال به گذشته بازگشته‌اند دنبال می‌کند. یکی از تهیه‌کنندگان این سریال استیون اسپیلبرگ است و هدایت کننده‌های اصلی سریال برانون براگا، که مدیریت اجرایی و نوشتن فیلم‌نامهٔ چند اپیزود از مجموعه تلویزیونی ۲۴ را به عهده داشت، و رنه اکواریا هستند.

## خلاصهٔ داستان
داستان سریال در سال ۲۱۴۹ شروع می‌شود. زمین به علت جمعیت بیش از حد و آلودگی بسیار نفس‌های آخر خود را می‌کشد. در این هنگام با کشف شکافی در محور زمان-فضا کشف دانشمندان قادر می‌شوند تا عده‌ای از انسان‌ها و وسایل آن‌ها را در خط زمانی موازی به ۸۵ میلیون سال قبل یعنی دوران کرتاسه انتقال دهند و بخت دوباره‌ای را برای نوع بشر فراهم سازند. خانواده «شانون» به دهمین گروه مهاجرین به “ترانوواً می‌پیوندند و در سرزمین تازه شانس خود را می‌آزمایند.